# Біаторбадь
Бі́аторбадь (угор. Biatorbágy) - місто в центральній частині Угорщини, у медьє Пешт.
Населення - 9523 осіб (2005). Площа міста - 43,80 км. Щільність населення - 217,4 чол./км².
Поштовий індекс - 2051. Телефонний код - (+36) 23.

## Міста-побратими
- Гербрехтінген, Німеччина (1989)
- Ремети, Румунія (2001)
- Кіті, Республіка Кіпр (2004)
- Долні Штал, Словаччина (2012)
- Велика Добронь, Україна (2013)

| Угорщина | Це незавершена стаття з географії Угорщини. Ви можете допомогти проєкту, виправивши або дописавши її. |

1. ↑  Magyarország helységnévtára, Detailed Gazetteer of Hungary — KSH, 2024.